# Hanriot H.230
Hanriot H.230 — французский двухмоторный учебный самолёт, выпускавшийся в конце 1930-х годов государственным авиастроительным предприятием SNCAC. Произведен в небольшом количестве, использовался в национальных ВВС; после поражения Франции большая часть досталась в качестве трофеев Люфтваффе, несколько штук переданы Финляндии, где эксплуатировались до конца войны и были окончательно списаны в 1950 году

## История
Проектирование самолёта началось в 1936 году, в том же году компания Анрио была национализирована и вошла в состав гособъединения SNCAC, на тот момент включавшее также заводы Farman.
Первый полёт прототипа H.230.01 состоялся в июне 1937 года. Конструктивно он напоминал своего предшественника, истребитель-бомбардировщик H.220, но с упрощённым и облегчённым силовым набором.
Прототип H.230.01 отличался коротким фонарём, 172-сильными двигателями Salmson 6Af, однокилевым хвостовым оперением с подкосами, а также неубирающимся шасси с обтекателями колёс.
На следующих двух образцах H.231.01 было двухкилевое оперение, моторы Salmson 6Af-02 (по 230 л.с.); поперечное V было теперь не только на законцовках, но и по всему размаху крыла.
У Hanriot H.232.01 оперение вернулось к однокилевой схеме, двигатели — 220-сильные Renault 6Q-02/03 (правого и левого вращения), убирающееся шасси. На H.232.02, совершившем первый полет в августе 1938 года, был новый вариант кабины. Испытание проводились с октября 1938 года по май 1939 года. После установки двухкилевого оперения, самолёт получил обозначение H.232/2.01 и в таком виде впервые взлетел в декабре 1939 года.
В окончательной версии, NC.232/2, были установлены новые рули направления и капоты двигателей.

## Применение
Министерство авиации Франции заказало 40 H.232.2, а позже расширило его до 57. Первые самолёты стали поступать в части ВВС в феврале 1940 года, на них тренировались пилоты Breguet Br.691 и Br.693.
Во время Зимней войны планировалось отправить 25 самолётов этого типа в Финляндию, однако, это не было осуществлено.
К июню 1940 ВВС получили около 35 единиц. 22 "Анрио" были захвачены немецкими войсками, а три из них 19 июля того же года проданы Финляндии. Во время перегона с аэродрома Бранденбург-Брист один из них потерпел аварию на взлёте, а два других к 24 июля добрались до места назначения и служили в качестве учебных. Самолёты с бортовыми номерами 21, 23, и 24 получили финские обозначения с HT-191 по HT-193
После приёмки на заводе VL 21 августа 1941 года они были направлены в 17-ю резервную эскадрилью T-LeLv 17 (Täydennyslentolaivue 17), затем последовательно переводились в 46-ю (28 сентября) и в 48-ю эскадрильи (26 ноября). Последняя из них была учебным подразделением 4-го авиаполка ВВС Финляндии. 28 августа HT-191 был повреждён при посадке. Оставшийся HT-193 побывал ещё в двух подразделениях пока 15 февраля 1945 года сам не попал в аналогичную аварию в Тампере. Окончательно финские самолёты были списаны 2 января 1950 года, а немецкие ещё в 1942 году.

## Модификации
H.230
первый прототип; двигатели Salmson 6Af (172 л.с.), 1 экземпляр.
H.231
230-сильные Salmson 6Af-02, построено 2.
H.232
Предсерийный прототип, однокилевое оперение, двигатели Renault 6Q-02/03 engines.
SNCAC NC.232/2
Серийная модель, заказано 57, до июня 1940 получено 35. 3 проданы Финляндии, причём один разбился при перегоне.
SNCAC NC.600истребитель на основе конструкции H.232, разработки прерваны начавшимися летом 1940 года военными действиями.

## Операторы

### Военные
Франция
- ВВС Франции

 Германия
- Люфтваффе

 Финляндия
- ВВС Финляндии

## Тактико-технические характеристики (SNCAC NC-232.2)
Источник данных: "Уголок неба" Aviafrance : SNCAC NC-232.2

Технические характеристики
- Экипаж: 2
- Длина: 8,55 м
- Размах крыла: 12,76 м
- Высота: 3,47 м
- Площадь крыла: 21,2 м
- Масса пустого: 1 728 кг
- Максимальная взлётная масса: 2 260 кг
- Силовая установка: 2 × воздушных Renault 6Q-02 и -03 (левого и правого вращения, соответственно)
- Мощность двигателей: 2 × 220 л.с.
- Воздушный винт: ВИШ Ratier

Лётные характеристики
- Максимальная скорость: 335 км/ч на 1 000 м
- Практическая дальность: 1 200 км
- Практический потолок: 7 500 м

## Самолёт в массовой культуре

### Стендовый моделизм
Сборная модель Hanriot H.230 в масштабе 1:72 выпускается компанией Azur (A011)